# Norbert Kloten
Norbert Kloten (* 12. März 1926 in Sinzig; † 5. April 2006 in Tübingen) war ein deutscher Wirtschaftswissenschaftler.

## Leben
Kloten war Mitglied im Sachverständigenrat zur Begutachtung der gesamtwirtschaftlichen Entwicklung und von 1970 bis 1976 dessen Vorsitzender. Im Zuge dieses Amtes verfasste er Gutachten, wie zum Beispiel 1973 Zu den gesamtwirtschaftlichen Auswirkungen der Ölkrise. Außerdem war er Professor an der wirtschaftswissenschaftlichen Fakultät der Eberhard Karls Universität Tübingen und Vizepräsident des Christlichen Jugenddorfwerks Deutschlands (CJD).
Kloten studierte ab 1948 Volkswirtschaftslehre in Bonn. 1951 promovierte er mit einer finanzwissenschaftlichen Arbeit zum Thema Die Grenzen der öffentlichen Verbandstätigkeit mit den Mitteln der theoretischen Ökonomik, bevor er sich 1956 mit dem Thema „Die Eisenbahntarife im Güterverkehr. Versuch einer theoretischen Grundlegung.“ habilitierte. 1960 folgte er einem Ruf der Universität Tübingen auf den Lehrstuhl für Volkswirtschaftslehre. Seither lebte Kloten in Tübingen.
Kloten war bis 1976 ordentlicher Professor für Volkswirtschaftslehre an der Universität Tübingen. Danach war er bis 1992 als Präsident der Landeszentralbank Baden-Württemberg und Mitglied des Zentralbankrats der Deutschen Bundesbank tätig.
Norbert Kloten ist auf dem Tübinger Stadtfriedhof beerdigt.

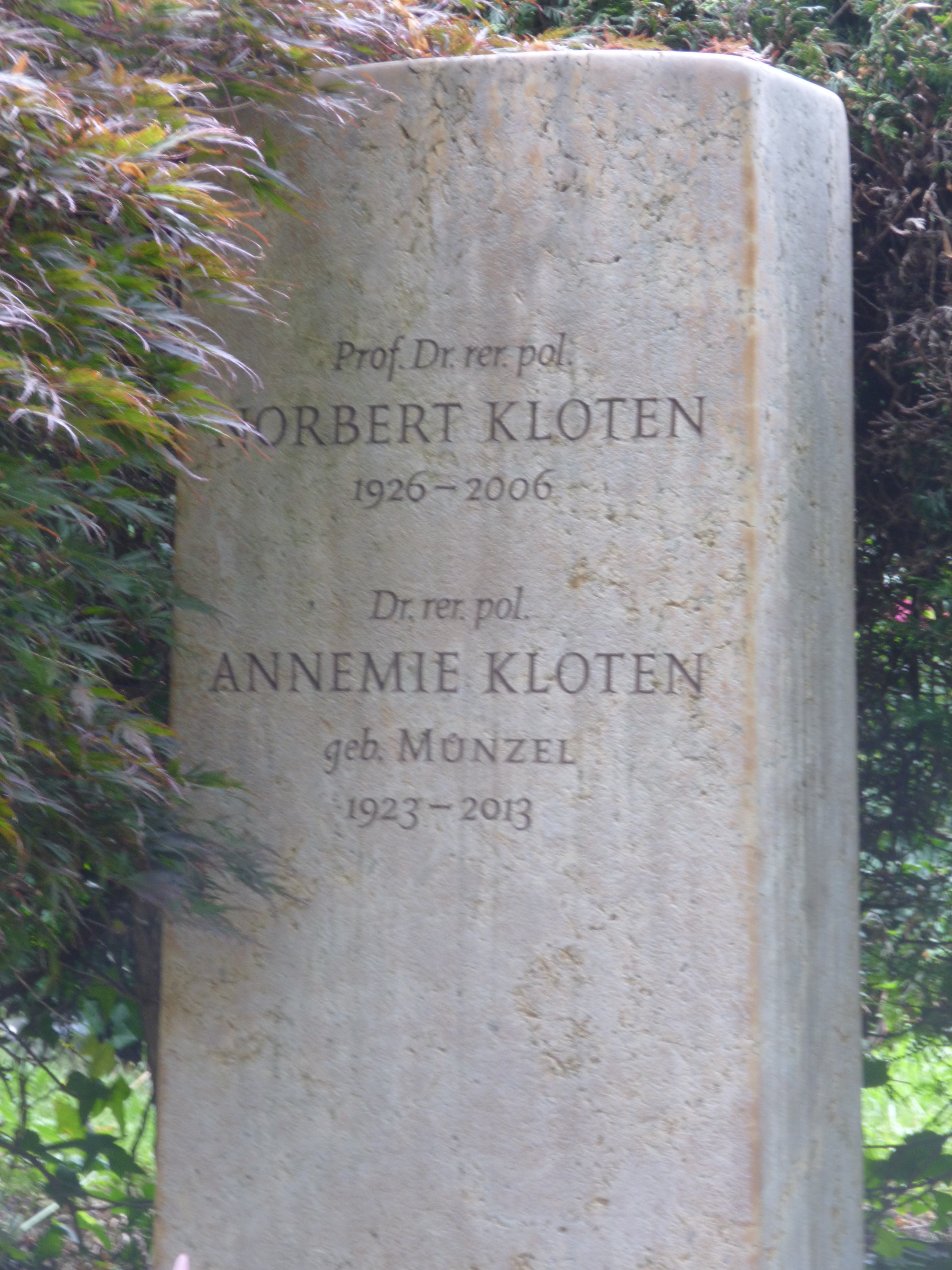
Stadtfriedhof Tübingen

## Veröffentlichungen (Auswahl)
- Die Eisenbahntarife im Güterverkehr. Versuch einer theoretischen Grundlegung (= Veröffentlichungen der List-Gesellschaft, Reihe B, Bd. 13). Mohr, Tübingen 1959 (Habilitationsschrift Universität Bonn).
- Währungsunsicherheit (= Wirtschaftspolitische Kolloquien der Alfred-Weber-Stiftung, Bd. 5). Duncker & Humblot, Berlin 1979, ISBN 3-428-04477-0.
- Das Europäische Währungssystem. Eine europäische Grundentscheidung im Rückblick. Westdeutscher Verlag, Opladen 1980, ISBN 3-531-08294-9.
- (Mitautor): Zur Entwicklung des Geldwertes in Deutschland. Fakten und Bestimmungsgründe (= Wirtschaft und Gesellschaft, Bd. 15). Mohr, Tübingen 1980, ISBN 3-16-342481-3.
- (Mitautor): Die Deutsche Mark als internationale Anlage- und Reservewährung. Folgen für den Kapitalmarkt. Knapp, Frankfurt/M. 1981, ISBN 3-7819-2529-3.
- Reden und Aufsätze. Bd. 1–12. Landeszentralbank Baden-Württemberg, Stuttgart 1986–2001.
- Der Staat in der sozialen Marktwirtschaft (= Vorträge und Aufsätze / Walter-Eucken-Institut, Bd. 108). Mohr, Tübingen 1986, ISBN 3-16-345080-6.
- Wege zu einer Europäischen Währungsunion. Chancen und Risiken (= Wirtschaftspolitische Kolloquien der Alfred-Weber-Stiftung, Bd. 14). Duncker & Humblot, Berlin 1987, ISBN 3-428-06222-1.
- Die Transformation von Wirtschaftsordnungen. Theoretische, phänotypische und politische Aspekte (= Vorträge und Aufsätze / Walter-Eucken-Institut, Bd. 132). Mohr, Tübingen 1991, ISBN 3-16-145778-1.
- (als Mit-Hrsg.): Georg Obst / Otto Hintner: Geld-, Bank- und Börsenwesen. Ein Handbuch. 39. Aufl. Schäffer-Poeschel, Stuttgart 1993, ISBN 3-7510-0684-2.

Festschriften
- Helmut Kuhn (Hrsg.): Probleme der Stabilitätspolitik. Festgabe zum 60. Geburtstag von Norbert Kloten. Vandenhoeck & Ruprecht, Göttingen 1986, ISBN 3-525-13176-3.
- Hermann Albeck (Hrsg.): Wirtschaftsordnung und Geldverfassung. Symposium zum 65. Geburtstag von Norbert Kloten. Vandenhoeck & Ruprecht, Göttingen 1992, ISBN 3-525-13219-0.
- Peter Bofinger (Hrsg.): Neuere Entwicklungen in der Geldtheorie und Geldpolitik. Implikationen für die Europäische Währungsunion ; Festschrift für Norbert Kloten. Mohr, Tübingen 1996, ISBN 3-16-146533-4 (Schriftenverzeichnis Norbert Kloten S. 455–468).

## Ehrungen
- Bundesverdienstkreuz 1. Klasse (2. April 1982)[1]
- Großes Bundesverdienstkreuz (31. Januar 1986)[1]
- Großes Bundesverdienstkreuz mit Stern (13. Januar 1992)[1]